# Stanisław Dębicki
Stanisław Mieczysław Dębicki (sinh ngày 14 tháng 12 năm 1866 tại Lubaczów - mất ngày 12 tháng 8 năm 1924 tại Kraków) là một họa sĩ người Ba Lan.

## Tiểu sử

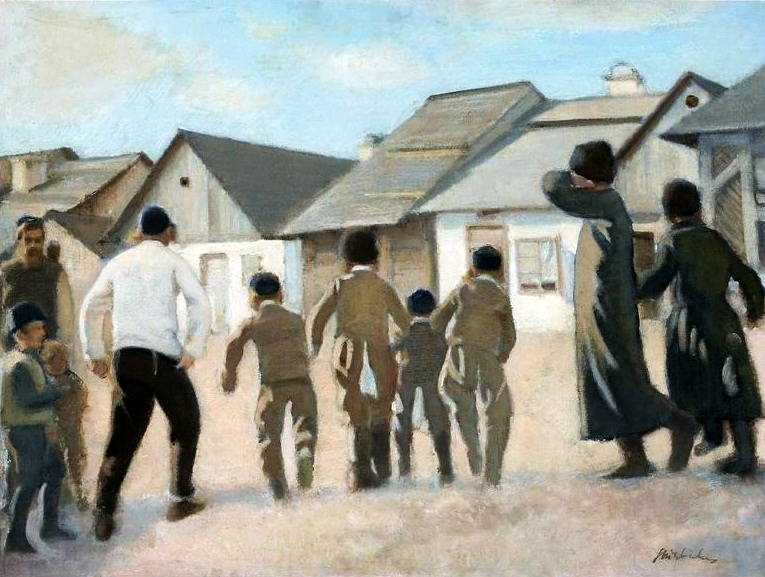
To the Cheder (1919)

Dębicki học vẽ tại các học viện mỹ thuật ở Vienna (1881-1884), Kraków, Munich (1890-1891) và cuối cùng tại Học viện Académie Colarossi ở Paris.
Dębicki là giảng viên tại một trường công nghiệp gốm sứ ở Kołomyja. Ông cũng nhận việc tại Trường dạy vẽ tư nhân của họa sĩ Marceli Harasimowicz ở Lviv. Năm 1909, Dębicki quay trở lại Kraków để làm trợ lý tại Học viện Mỹ thuật. Tại đây, ông chính thức trở thành giáo sư kể từ năm 1923. Trong thời gian ông sống ở Kraków, ông cũng là giáo viên tại một trường mỹ thuật dành cho phụ nữ.
Dębicki thường vẽ những bức tranh về vùng nông thôn, nơi ghi lại những cảnh sinh hoạt của người Do Thái địa phương. Ông sáng tác tương đối ít tranh so với những nghệ sĩ khác cùng thời.